# Rebekah Dawson
Pour les articles homonymes, voir Dawson.
Rebekah Dawson est une astrophysicienne américaine, récipiendaire du prix d'astronomie Annie J. Cannon en 2017.

## Biographie
En 2009, Dawson obtient une licence en astrophysique au Wellesley College. Elle passe ensuite un master (M.A) en astronomie en 2011 et enfin un doctorat (Ph D.) en astronomie et astrophysique supervisé par Ruth Murray-Clay (en) en 2013. Elle effectue un post-doctorat au sein de l'Institut Miller (en) de 2013 à 2015. En janvier 2016, elle commence sa carrière en tant que professeur adjoint d'astronomie et d'astrophysique à l'université d'état de Pennsylvanie.
En 2018, elle est faite membre de la fondation de recherche Alfred P. Sloan.

## Distinctions et récompenses
- Prix d'astronomie Annie J. Cannon (2017)[4],[5]
- Prix Harold C. Urey en sciences planétaires, 2020.